# Principado de Brunswick-Wolfenbüttel
El principado de Brunswick-Wolfenbüttel (en alemán: Fürstentum Braunschweig-Wolfenbüttel) fue una subdivisión del ducado de Brunswick-Lüneburg, cuya historia se caracterizó por sus numerosas divisiones y reunificaciones. Varias líneas dinásticas de la Casa de Welf gobernaron sobre Brunswick-Wolfenbüttel hasta la disolución del Sacro Imperio Romano Germánico en 1806. Como resultado del Congreso de Viena, se creó su Estado sucesor en 1814ː el ducado de Brunswick.

## Historia

### Edad Media
Después de que a Otón el Niño, nieto de Enrique el León, le fuera dado la antigua sede alodial de su familia (localizada en la región de la actual Baja Sajonia y norte de Sajonia-Anhalt) por el emperador Federico II el 21 de agosto de 1235 como feudo imperial bajo el nombre de ducado de Brunswick-Lüneburg, el ducado fue dividido en 1267/1269 por sus hijos.
Alberto I (también llamado Alberto el Alto) (1236-1279) recibió las regiones alrededor de Brunswick-Wolfenbüttel, Einbeck-Grubenhagen y Göttingen-Oberwald. Así fundó la Antigua Casa de Brunswick y puso las bases de lo que sería, más tarde, el Principado de Brunswick-Wolfenbüttel. Su hermano Juan (1242-1277) heredó las tierras en torno a Lüneburg y fundó la Antigua Casa de Lüneburg. La ciudad de Brunswick permaneció bajo gobierno conjunto.
El área de Brunswick(-Wolfenbüttel) fue más adelante subdividida en las décadas sucesivas. Por ejemplo, las líneas de Grubenhagen y Göttinegen fueron separadas por un tiempo. De forma similar, en 1432 los territorios entre las colinas de Deister y el río Leine, que habían sido obtenidos en ese tiempo por la Casa Media de Brunswick, se separaron para formar el Principado de Calenberg. Hubo otras reunificaciones y divisiones.

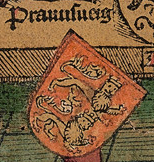
Escudo de armas del ducado en las Crónicas del Mundo de Schedel de 1493.

En ese periodo los duques, hastiados de las constantes disputas con los ciudadanos de la ciudad de Brunswick, trasladaron en 1432 su Residenz al castillo con foso de Wolfenbüttel, que permanecía en una depresión pantanosa del río Oker a unos 12 km al sur de Brunswick. El castillo construido aquí para los duques de Brunswick-Lüneburgo — junto con la cancillería ducal, el consistorio, los tribunales y archivos— se convirtió en el nervio central de una enorme región, desde donde se gobernaba la parte de Brunswick-Wolfenbüttel de todo el ducado. Durante un largo periodo de tiempo también gobernó los principados de Calenberg-Göttingen y Grubenhagen, el Obispado Principesco de Halberstadt, grandes partes del Obispado Principesco de Hildesheim, los condados de Hohnstein y Regenstein, las baronías de Klettenberg y Lohra y partes de Hoya en el Bajo Weser. La importancia de esta corte era significada por el número de artesanos requeridos. Cientos de edificios con entramados de madera fueron construidos para la corte, para sus ciudadanos y para las instalaciones ducales, inicialmente al azar, después diseñados según los requerimientos ducales y con las condiciones de protección contra incendios. En el apogeo del desarrollo de la ciudad sus distritos fueron nombrados según los nombres de varios duques: el Aguststadt en el oeste, el Juliusstadt en el este y el Heinrichstadt.
Tras la duodécima división del ducado en 1496, en donde el Principado de Brunswick-Calenberg-Göttingen fue redividido en sus territorios componentes, el duque Enrique el Viejo recibió el territorio de Brunswick, al que se añadió el nombre de la nueva Residencia (Residenz) de Wolfenbüttel. En adelante el nombre del principado sería "Brunswick-Wolfenbüttel".

### Edad Moderna temprana

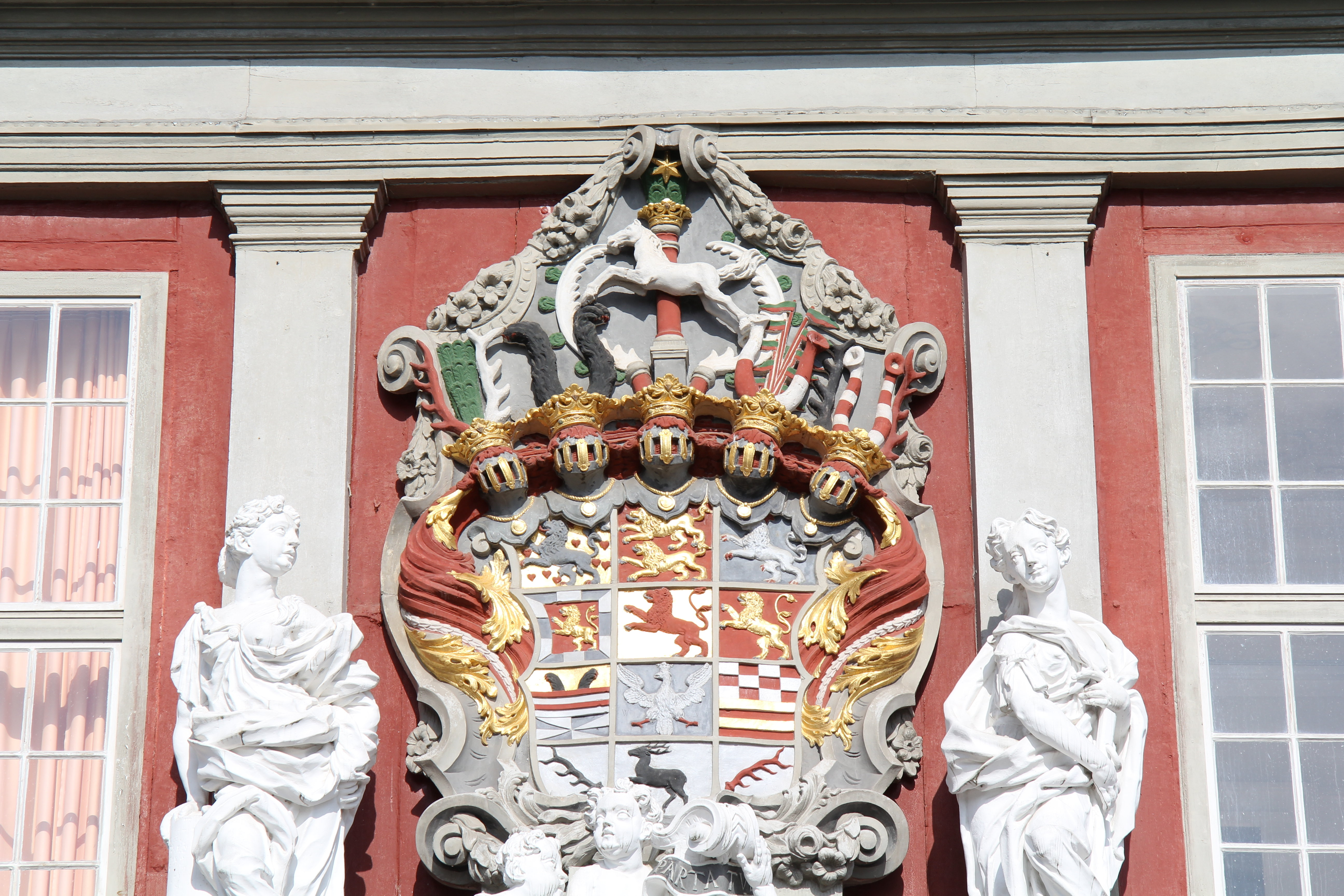
Escudo de armas del principado en los principios de la Edad Moderna (en el Palacio de Wolfenbüttel).

Siguieron los reinados de los duques Enrique el Joven, Julio y Enrique Julio, bajo cuyos señoríos la Residenz de Wolfenbüttel fue ampliada y el principado ganó anchura en toda Alemania.
En 1500 Brunswick-Wolfenbüttel se convirtió en parte del Círculo de Baja Sajonia dentro del Sacro Imperio Romano Germánico.
Desde 1519 hasta 1523 el principado fue a la guerra con los principados de Hildesheim y Luneburgo en la Disputa Diocesana de Hildesheim que, a pesar de la resonada derrota en la Batalla de Soltau, finalmente resultó en grandes ganancias territoriales obtenidas en favor de Brunswick-Wolfenbüttel.

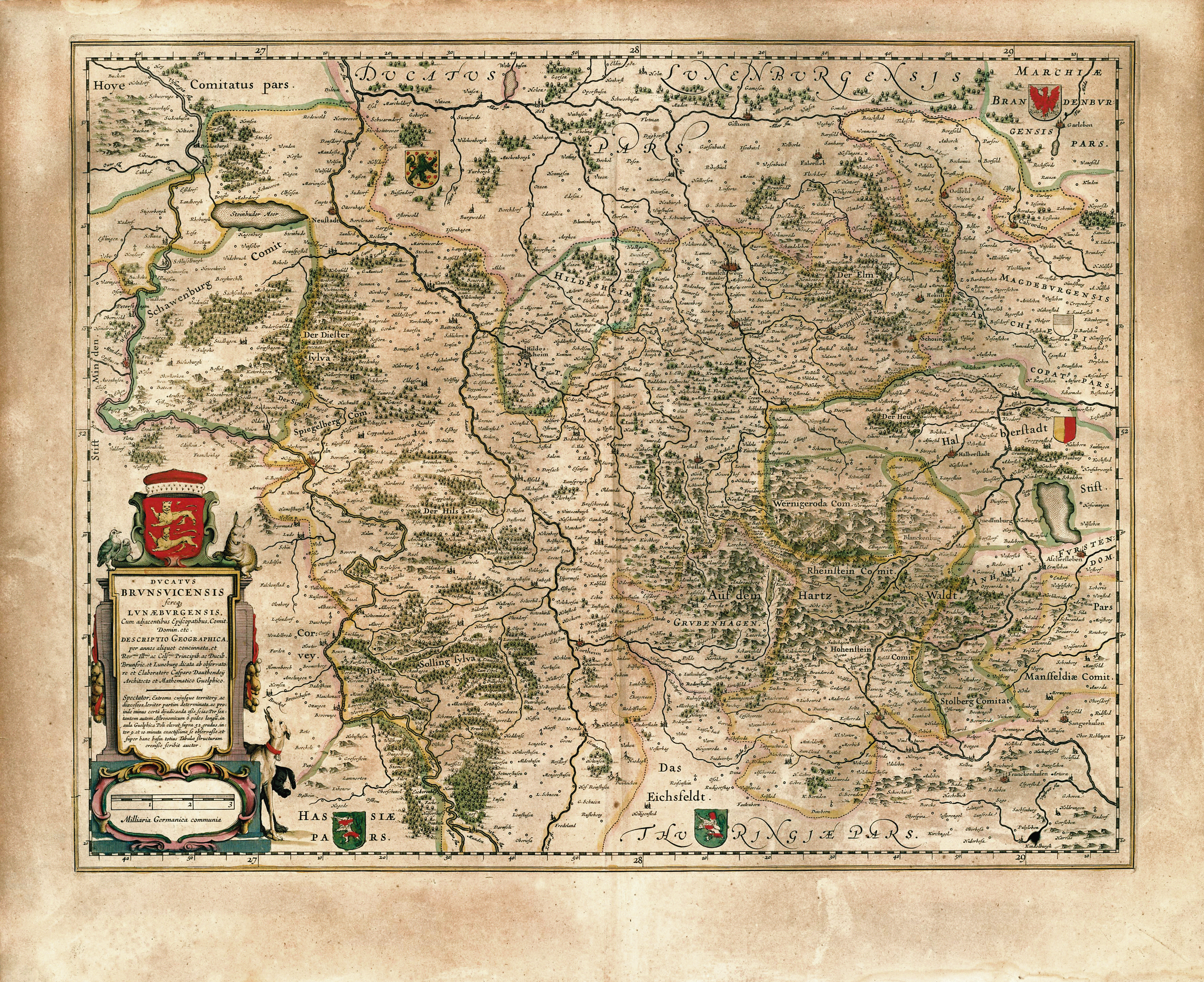
Ducatus Brunsvicensis, 1645.

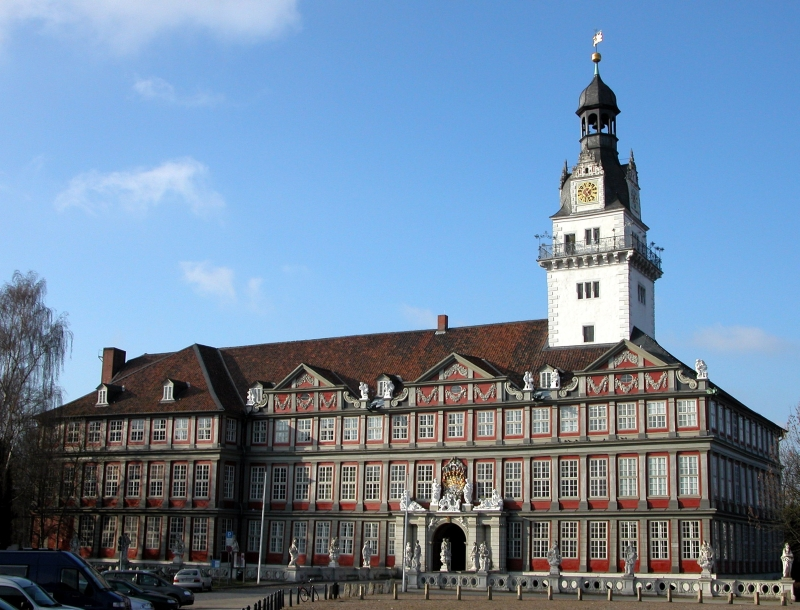
Castillo de Wolfenbüttel.

En la Guerra de los Treinta Años Wolfenbüttel fue la mayor fortaleza en el Norte de Alemania, aunque sobrevivió a la guerra con graves daños. La línea dinástica de Wolfenbüttel se extinguió durante la guerra.
En 1571 el castillo y la villa de Calvörde pasaron a formar parte del principado gracias al duque Julio de Brunswick.
En 1635 el duque Augusto el Joven, de la línea dinástica colateral de Lüneburg-Dannenberg, tomó el control de las riendas del poder en el principado y fundó la Nueva Casa de Brunswick. Bajo su gobierno Wolfenbüttel alcanzó su zenit cultural. Uno de sus mayores logros fue la construcción de la Biblioteca de Wolfenbüttel, la mayor de Europa en su día. En 1671 un viejo sueño imposible de los duques de la Casa de Welf se hizo realidad cuando los ejércitos conjuntos de diferentes líneas dinásticas fueron capaces de capturar la ciudad de Brunswick y añadirla a sus dominios.
En 1735 cuando la línea dinástica se extinguió de nuevo emergió otra línea colateral: la línea de Brunswick-Bevern fundada en 1666.
En 1753/1754 la residencia de los duques de Wolfenbüttel retornó a Brunswick, al recientemente construido Palacio de Brunswick.
La ciudad así perdió la independencia de la que había disfrutado desde el siglo XV. En el proceso, el duque siguió con la misma tendencia y no interfirió con nada, ni siquiera en los trabajos del nuevo castillo, empezado en 1718 por Hermann Korb en el Grauer Hof que no estaba todavía finalizado. El efecto sobre Wolfenbüttel fue catastrófico, como puede verse en las casas con entramados de madera construidas desde entonces. 4.000 habitantes de la ciudad siguieron a la familia ducal y la población de Wolfenbüttel se hundió de 12.000 a 7.000 habitantes. Solo los archivos, la sede eclesiástica y la biblioteca permanecieron como un enlace con los tiempos pasados. Desde Brunswick existieron burlas según las cuales Wolfenbüttel se había deteriorado hasta ser la "residencia de una viuda" (Witwensitz).
Los extensos jardines delante de las tres puertas de la ciudad (las Herzogtor, Harztor y Augusttor) fueron dejados en arriendo a los anteriores jardineros como una enfiteusis. Como una consecuencia fueron fundadas varias fábricas de mermeladas que fueron características de Wolfenbüttel hasta el siglo XX. Delante de la Herzogtor el número de jardines creció, hasta que finalmente llegaron al Bosque de Lechlum (Lechlumer Holz). El límite sur fue agraciado con el pequeño Lustschloss de Antoinettenruh, construido en 1733 en lugar de una casa de jardín, un trabajo realizado por el maestro constructor Hermann Korb, quien fue tan importante para Wolfenbüttel. Wolfenbüttel se convirtió en una ciudad de escuelas. En 1753 se fundó la escuela de formación para profesores, que empezó en el orfanato y más tarde fue trasladada al edificio de la actual Escuela Harztorwall.
Políticamente Brunswick-Wolfenbüttel era uno de los aliados más cercanos de Prusia. Aunque poco antes el emperador Habsburgo había sido el punto focal más importante a través de matrimonios políticos, la línea de Wolfenbüttel de la Casa de Welf quedó estrechamente ligada a los Hohenzollern mediante el matrimonio del Príncipe Heredero Federico con Isabel Cristina. El matrimonio fue concertado por Federico Guillermo I de Prusia y Fernando Alberto. También fundaron la "hermandad de armas" entre el pequeño Estado y el gran imperio prusiano. Numerosos oficiales de Brunswick-Wolfenbüttel sirvieron en altos puestos en el Ejército Prusiano, muy notablemente en la Guerra de los Siete Años. Los regimientos del principado cubrieron al ejército aliado en Prusia Occidental y, en particular, al Electorado de Brunswick-Lüneburg. Un representante destacado de la alianza militar entre Brunswick y Prusia fue el duque de Brunswick y Lüneburgo, el Príncipe Heredero Fernando de Brunswick-Wolfenbüttel.
Durante la era de Carlos I se consiguieron grandes logros en los campos científico y cultural: el teatro fue promovido y la educación alentada. En 1753 la colección ducal de arte e historia natural - antecesor del Museo de Historia Natural - fue fundada. Estas colecciones substanciales fueron amasadas por los duques de Brunswick. Esta empresa fue apoyada por el Abad Jerusalem, el fundador del Collegium Carolinum. Mientras que Wolfenbüttel declinaba, Brunswick ahora experimentaba un boom cultural.
En agosto de 1784 Johann Wolfgang von Goethe permaneció en Brunswick en una misión política, cuando acompañó al ministro Weimarsch, su duque, Carlos Augusto. En un tiempo en que la situación política entre Austria y Prusia había vuelto a tensarse otra vez, los pequeños y medianos Estados alemanes planearon la creación de un Estado principesco más grande como fuerza de contrapeso. El duque Carlos Guillermo Fernando de Brunswick fue interpelado a unirse a esta liga de príncipes (Fürstenbund) lo que hizo el 30 de agosto. Esta misión secreta fue disfrazada como una visita de familia para la Feria de Otoño.

### Era napoleónica y transferencia al ducado de Brunswick
Como resultado del proceso de mediatización alemana el 25 de febrero de 1803 el principado recibió los territorios de las abadías imperiales secularizadas de Gandersheim y Helmstedt. En 1806 el duque Carlos Guillermo Fernando fue herido mortalmente como general prusiano en la Batalla de Auerstedt. Después de un breve interregno Brunswick fue ocupada desde 1807 hasta 1813 por las tropas francesas y pasó a formar parte del Reino de Westfalia.
Después del fin del reinado napoleónico el Estado fue restablecido bajo el nombre de ducado de Brunswick.

## Línea colateral en Bevern
El Principado de Brunswick-Wolfenbüttel-Bevern emergió de una disputa de herencia entre Fernando Alberto I y sus hermanos. En 1667 a Fernando Alberto le fue concedido el castillo de Bevern cerca de Holzminden. Él —y más tarde su hijo Fernando Alberto II— fueron príncipes de Brunswick-Wolfenbüttel-Bevern. En 1735  Fernando Alberto II tomó el control del Principado de Brunswick-Wolfenbüttel, volviendo el principado subordinado al Principado general de Brunswick-Wolfenbüttel.

## Historia económica y social

### El papel de los agricultores
Según Bornstedt la servidumbre en el Estado fue abolida con el "Receso del 17 de mayo de 1433" por Enrique el Pacífico. Según Bornstedt, Brunswick-Wolfenbüttel fue por lo tanto el primer principado en el Sacro Imperio Romano Germánico en acabar con el feudalismo. El receso prescribía que todas las arbitrariedades (Willkür) en los gravámenes a los administradores, o Meier, de señoríos feudales, particularmente a la muerte de los agricultores, fueran cancelados. El Grundherr o 'señor feudal' continuaba siendo el propietario de la finca de los administradores (Meier), pero ahora estos últimos también podían desentenderse en cualquier momento. El cambio usualmente significada que la familia Meier no debía trasladarse cuando el contrato expiraba o cuando fallecía el agricultor; es decir que la familia no era prematuramente desalojada como hubiera sucedido antes. En 1563 fue decretado por Enrique el Joven que cada 6 años administrador (Meier) y terrateniente (Grundherr) tenían que negociar la extensión del arrendamiento de las fincas; después esto fue incrementado a 9 años. En su despedida del Landtag en 1597, el "duque" Enrique Julio hizo heredables todas las granjas.
Con la ley de redención de Brunswick (Ablösungsordnung) de 20 de diciembre de 1834 por el Estado sucesor legal, el ducado de Brunswick, fue abolida la dependencia de los agricultores. Los granjeros podrían ahora adquirir la plena propiedad de la tierra y el dinero requerido podría ser prestado de la oficina de préstamo ducal. A finales del siglo XIX tuvo lugar el Flurbereinigung o consolidación de la tierra.

## Gobernantes del principado de Brunswick-Wolfenbüttel
| Imagen | Inicio                   | Final                    | Nombre | Notas | | Consorte | Inicio | Final |
|        | 31 de mayo de 1267       | 15 de agosto de 1279     | Alberto I (1236-15 de agosto de 1279) | Fundó la Casa Vieja de Brunswick | | Alesia de Montferrato (Adelaida), hija de Bonifacio II de Montferrato (1240-6 de febrero de 1285; mat. 1 de noviembre de 1266) | 1269 (partición efectiva de Wolfenbüttel) | 15 de agosto de 1279 (muerte esposo) |
|        | 15 de agosto de 1279     | 1291                     | Gobierno conjunto de los tres hijos de Alberto I: Enrique I el Admirable, Alberto II el Gordo y Guillermo I. | Gobierno conjunto de los tres hijos de Alberto I: Enrique I el Admirable, Alberto II el Gordo y Guillermo I. | | | | |
|        | 1291                     |                          | En 1291, como solución a la disputa por la herencia entre los hermanos, se produjo otra división de la herencia: Enrique recibió el principado de Grubenhagen; Alberto se hace cargo del principado de Gotinga y Guillermo recibe las áreas alrededor de Braunschweig-Wolfenbüttel. Cuando Guillermo murió en 1292, estalló una disputa sobre su herencia, de la cual Enrique finalmente se retiró a Grubenhagen, por lo que el gobierno en Braunschweig-Wolfenbüttel recayó en Alberto. | En 1291, como solución a la disputa por la herencia entre los hermanos, se produjo otra división de la herencia: Enrique recibió el principado de Grubenhagen; Alberto se hace cargo del principado de Gotinga y Guillermo recibe las áreas alrededor de Braunschweig-Wolfenbüttel. Cuando Guillermo murió en 1292, estalló una disputa sobre su herencia, de la cual Enrique finalmente se retiró a Grubenhagen, por lo que el gobierno en Braunschweig-Wolfenbüttel recayó en Alberto. | En 1291, como solución a la disputa por la herencia entre los hermanos, se produjo otra división de la herencia: Enrique recibió el principado de Grubenhagen; Alberto se hace cargo del principado de Gotinga y Guillermo recibe las áreas alrededor de Braunschweig-Wolfenbüttel. Cuando Guillermo murió en 1292, estalló una disputa sobre su herencia, de la cual Enrique finalmente se retiró a Grubenhagen, por lo que el gobierno en Braunschweig-Wolfenbüttel recayó en Alberto. | En 1291, como solución a la disputa por la herencia entre los hermanos, se produjo otra división de la herencia: Enrique recibió el principado de Grubenhagen; Alberto se hace cargo del principado de Gotinga y Guillermo recibe las áreas alrededor de Braunschweig-Wolfenbüttel. Cuando Guillermo murió en 1292, estalló una disputa sobre su herencia, de la cual Enrique finalmente se retiró a Grubenhagen, por lo que el gobierno en Braunschweig-Wolfenbüttel recayó en Alberto. | En 1291, como solución a la disputa por la herencia entre los hermanos, se produjo otra división de la herencia: Enrique recibió el principado de Grubenhagen; Alberto se hace cargo del principado de Gotinga y Guillermo recibe las áreas alrededor de Braunschweig-Wolfenbüttel. Cuando Guillermo murió en 1292, estalló una disputa sobre su herencia, de la cual Enrique finalmente se retiró a Grubenhagen, por lo que el gobierno en Braunschweig-Wolfenbüttel recayó en Alberto. | En 1291, como solución a la disputa por la herencia entre los hermanos, se produjo otra división de la herencia: Enrique recibió el principado de Grubenhagen; Alberto se hace cargo del principado de Gotinga y Guillermo recibe las áreas alrededor de Braunschweig-Wolfenbüttel. Cuando Guillermo murió en 1292, estalló una disputa sobre su herencia, de la cual Enrique finalmente se retiró a Grubenhagen, por lo que el gobierno en Braunschweig-Wolfenbüttel recayó en Alberto. |
|        | 1291                     | 30 de septiembre de 1292 | Guillermo I (c. 1270-30 de septiembre de 1292) | | | Isabel de Hesse, hija de Enrique I, landgrave of Hesse (1276-desp. 6 de julio de 1306; mat. 1290) | 1291 | 30 de septiembre de 1292 (muerte esposo) |
|        | 30 de septiembre de 1292 | 22 de septiembre de 1318 | Alberto el Gordo (1268-22 de septiembre de 1318) | | | Rixa de Mecklenburg-Werle, hija de Enrique I, príncipe de Mecklenburg-Werle (10 hijos) (mat.10 de enero de 1284) | 10 de enero de 1284 1291 (El ducado se dividió, el marido recibió Gotinga) | 30 de septiembre de 1292 reascenso del marido desp.2 de octubre de 1312 |
|        | 22 de septiembre de 1318 | 30 de agosto de 1344     | Otón el Apacible, Ernesto I y Magnus | Después de la muerte de Alberto, sus hijos Otón el Apacible, Ernesto y Magnus compartieron el gobierno y dividieron el principado. Después de que Otón muriera sin hijos en 1344, los dos hermanos Ernesto y Magnus compartieron la herencia: Ernesto obtuvo la tierra de Oberwald con Gotinga, mientras que Magnus el Piadoso asumió el poder en Braunschweig-Wolfenbüttel. | Después de la muerte de Alberto, sus hijos Otón el Apacible, Ernesto y Magnus compartieron el gobierno y dividieron el principado. Después de que Otón muriera sin hijos en 1344, los dos hermanos Ernesto y Magnus compartieron la herencia: Ernesto obtuvo la tierra de Oberwald con Gotinga, mientras que Magnus el Piadoso asumió el poder en Braunschweig-Wolfenbüttel. | | | |
|        | 30 de agosto de 1344     | 1369                     | Magnus el Piadoso (1304-1369) | Todavía menor cuando su padre murió en 1318; él y su hermano Ernesto fueron tutelados por su hermano mayor Otón, quien continuó como único gobernante incluso cuando alcanzaron la mayoría de edad. Después de casarse con Sofía, una sobrina del emperador emperador Luis IV, Magnus fue elegido por este, en 1333, margrave de Landsberg y conde palatino de Sajonia. Cuando Otón murió en 1344, Magnus y Ernesto asumieron el gobierno del estado; pero ya el 17 de abril de 1345, acordaron dividirselo: Magnus recibió el Principado de Wolfenbüttel.                                             | | Sofía de Brandeburgo-Stendal, hija de Enrique I, margrave de Brandeburgo-Stendal (8 hijos) (1300-1356) | 1327 | 1356 |
|        | 15 de junio de 1369      | 26 de julio de 1373      | Magnus Torquatus (1324-26 de julio de 1373) | Bajo su gobierno comenzó la guerra de sucesión de Luneburgo (1370-1388), falleciendo; sus hijos Federico I y Bernardo la continuaron. | | Catalina de Anhalt, hija de Bernardo III de Anhalt-Bernburg (11 hijos) (1330-30 de enero de 1390; mat. av. 6 de octubre de 1356) | 15 de junio de 1369 (o agosto) (ascenso esposo) | 26 de julio de 1373 (muerte esposo) |
|        | ca. 1373                 | 5 de junio de 1400       | Federico I (c. 1357-5 de junio de 1400) | En mayo de 1400, fue infructuosamente candidato a la elección como «Rey de los Romanos» en Frankfurt, en oposición a Wenceslao de Luxemburgo, y fue asesinado cerca de Fritzlar en su camino de vuelta a casa. Bernardo I y Enrique I gobernaron juntos. | | Ana de Sajonia-Wittenberg, hija de Venceslao I de Sajonia-Wittenberg (2 hijas) (?-18 de abril de 1426; mat. 10 de noviembre de 1386) | 10 de noviembre de 1386 | 5 de junio de 1400 (muerte esposo) |
|        | 5 de junio de 1400       |                          | Después del asesinato de Federico I en 1400, Wolfenbüttel fue heredado por los dos hermanos, Bernardo I y Enrique el Suave, que eran gobernantes conjuntos de Luneburgo. Los dos hermanos acordaron en 1409 que dividirían los principados, recibiendo Enrique el de Luneburgo y Bernardo el de Wolfenbüttel. | Después del asesinato de Federico I en 1400, Wolfenbüttel fue heredado por los dos hermanos, Bernardo I y Enrique el Suave, que eran gobernantes conjuntos de Luneburgo. Los dos hermanos acordaron en 1409 que dividirían los principados, recibiendo Enrique el de Luneburgo y Bernardo el de Wolfenbüttel. | Después del asesinato de Federico I en 1400, Wolfenbüttel fue heredado por los dos hermanos, Bernardo I y Enrique el Suave, que eran gobernantes conjuntos de Luneburgo. Los dos hermanos acordaron en 1409 que dividirían los principados, recibiendo Enrique el de Luneburgo y Bernardo el de Wolfenbüttel. | Después del asesinato de Federico I en 1400, Wolfenbüttel fue heredado por los dos hermanos, Bernardo I y Enrique el Suave, que eran gobernantes conjuntos de Luneburgo. Los dos hermanos acordaron en 1409 que dividirían los principados, recibiendo Enrique el de Luneburgo y Bernardo el de Wolfenbüttel. | Después del asesinato de Federico I en 1400, Wolfenbüttel fue heredado por los dos hermanos, Bernardo I y Enrique el Suave, que eran gobernantes conjuntos de Luneburgo. Los dos hermanos acordaron en 1409 que dividirían los principados, recibiendo Enrique el de Luneburgo y Bernardo el de Wolfenbüttel. | Después del asesinato de Federico I en 1400, Wolfenbüttel fue heredado por los dos hermanos, Bernardo I y Enrique el Suave, que eran gobernantes conjuntos de Luneburgo. Los dos hermanos acordaron en 1409 que dividirían los principados, recibiendo Enrique el de Luneburgo y Bernardo el de Wolfenbüttel. |
|        | 5 de junio de 1400       | 1409                     | Enrique el Suave (1355-14 de octubre de 1416) | Fundó la Casa Media de Brunswick, que inicialmente fue compartida por sus sobrinos, William I y Enrique, inicialmente dividida. | | Sofía, hija de Vartislaw VI de Pomerania (2 hijos) (?-1406; matr. en 1388). Margarita, hija de Herman II, landgrave de Hesse (1 hijo) (c. 1389-1471; matr. 1409) | 5 de junio de 1400 1409 | 1406 1409 |
|        | 5 de junio de 1400       | 1428                     | Bernardo I (?-11 de junio de 1434) | Hereda Luneburgo y funda la casa de Hannover. | | Margarita de Sajonia-Wittenberg, hija de Venceslao I, duque de Sajonia-Wittenberg (12 de julio de 1385-12 de junio de 1418) | 5 de junio de 1400 (ascenso esposo) | 12 de junio de 1418 |
|        | 1416                     | 25 de julio de 1482      | Guillermo I el Victorioso (1393-25 de julio de 1482) | | | Cecilia de Brandeburgo, hija de Federico I de Brandeburgo (2 hijos) (c.1405-4 de enero de 1449; matr. 30 de mayo/6 de junio de 1423) Matilde, hija de Otón II de Holstein-Schauenburg-Pinneburg (1 hijo) (?-22 de julio de 1468; matr. 1466) | 6 de junio de 1423 1466 | 4 de enero de 1449 22 de julio de 1468 |
|        | 25 de julio de 1482      | 1491                     | Guillermo II (1425-7 de julio de 1503) | | | Isabel de Stolberg, hija del conde Botho el Anciano de Stolberg (3 hijos) (c.1428-7 de septiembre de 1520; matr. 1444) | 25 de julio de 1482 | 1491 |
|        | 1491                     | 1514                     | Enrique I el Viejo (1463-1514) | Apodado el Pacífico, fue enterrado en Wolfenbüttel. | | | | |
|        | 1514                     | 11 de junio de 1568      | Enrique el Joven (10 de noviembre de 1489-11 de junio de 1568) | Bajo su gobierno, la fortaleza medieval (Burg) se convirtió en un palacio; fue un apasionado oponente de los luteranos y el alma de la Alianza Católica dirigida contra la Liga de Esmalcalda; la desheredación de su tercer hijo no podía ser ejecutada. | | María de Wurtemberg, hija de Enrique de Wurtemberg (11 hijos) (1515-1541, matr. 1515) Sofía Jagellón, hija de Segismundo I de Polonia (sin hijos) (13 de julio de 1522-28 de mayo de 1575; matr. 22/25 de febrero de 1556) | 1515 22/25 de febrero de 1556 | 1541 11 de junio de 1568 |
|        | 11 de junio de 1568      | 3 de mayo de 1589        | Julio (29 de junio de 1528-3 de mayo de 1589) | Gran constructor de la ciudad, convirtió la fortaleza en el primer conjunto urbano renacentista planificado; En 1572 fundó la biblioteca, cuyo nombre actual se remonta a su más importante coleccionista, el duque Augusto el Joven; también funda la universidad de Helmstedt en 1576 y construye el Castillo de Hessen ; hizo reforzar los baluartes de principios del siglo XVI para formar una fortaleza; adquirió Calenberg, Gotinga y Diepholz; Julio era protestante. | | Eduviges de Brandeburgo, hija de Joaquín II Héctor de Brandeburgo (2 de marzo de 1540-21 de octubre de 1602; mat. 25 de febrero de 1560) | 11 de junio de 1568 (ascenso esposo) | 3 de mayo de 1589 (muerte esposo) |
|        | 3 de mayo de 1589        | 30 de julio de 1613      | Enrique Julio (15 de octubre de 1564-30 de julio de 1613) | Fue el apogeo cultural de Wolfenbüttel; Enrique Julio fue obispo de Halberstadt, rector de la Universidad de Helmstedt, presidente del Hofgericht, alquimista, cazador y escritor. | | Dorotea de Sajonia, hija del elector Augusto de Sajonia (4 de octubre de 1563-13 de febrero de 1587; mat. 26 de septiembre de 1585) Isabel de Dinamarca, hija de Federico II de Dinamarca (25 de agosto de 1573-19 de julio de 1626; mat. 19 de abril de 1590) | —— >11 de junio de 1568 (ascenso esposo) | —— 3 de mayo de 1589 (muerte esposo) |
|        | 30 de julio de 1613      | 11 de agosto de 1634     | Federico Ulrico (5 de abril de 1591-11 de agosto de 1634) | En 1615, Federico se involucró en una guerra con la ciudad de Brunswick, reacia a reconocer su señorío. Entre 1616 y 1622, debido a su alcoholismo, fue destituido de facto por su madre, Isabel, con la ayuda de su hermano, el rey Cristián IV de Dinamarca. A causa de su debilidad, Brunswick fue saqueado durante la Guerra de los Treinta Años, tanto por las fuerzas católicas de Tilly y Pappenheim como por las fuerzas protestantes de Cristian de Dinamarca y Gustavo Adolfo II de Suecia. El duque perdió la mayor parte de su territorio en ese tiempo. Murió tras un accidente en 1634 . | | Ana Sofía de Brandeburgo, hija de Juan Segismundo, elector de Brandeburgo (sin hijos) (15 de marzo de 1598-19 de diciembre de 1659; mat. 4 de septiembre de 1614) | 4 de septiembre de 1614 | 11 de agosto de 1634 (muerte esposo) |
|        | 1634                     |                          | La línea Wolfenbüttler de la Casa media de Braunschweig se extinguió en 1634. El título fue transferido a la rama más antigua de la Casa de Luneburgo (Nueva Casa de Braunschweig) | La línea Wolfenbüttler de la Casa media de Braunschweig se extinguió en 1634. El título fue transferido a la rama más antigua de la Casa de Luneburgo (Nueva Casa de Braunschweig) | La línea Wolfenbüttler de la Casa media de Braunschweig se extinguió en 1634. El título fue transferido a la rama más antigua de la Casa de Luneburgo (Nueva Casa de Braunschweig) | La línea Wolfenbüttler de la Casa media de Braunschweig se extinguió en 1634. El título fue transferido a la rama más antigua de la Casa de Luneburgo (Nueva Casa de Braunschweig) | La línea Wolfenbüttler de la Casa media de Braunschweig se extinguió en 1634. El título fue transferido a la rama más antigua de la Casa de Luneburgo (Nueva Casa de Braunschweig) | La línea Wolfenbüttler de la Casa media de Braunschweig se extinguió en 1634. El título fue transferido a la rama más antigua de la Casa de Luneburgo (Nueva Casa de Braunschweig) |
|        | 1635                     | 17 de septiembre de 1666 | Augusto el Joven de Brunswick-Luneburgo (10 de abril de 1579-17 de septiembre de 1666) | En 1643 se mudó a la residencia en Wolfenbüttel, y fundó un teatro barroco y la Bibliotheca Augusta | | Clara María de Pomerania-Barth, hija de Bogislao XIII de Pomerania (2 hijos muertos) (10 de julio de 1574-19 de febrero de 1623; matr. 13 de diciembre de 1607) Dorotea de Anhalt-Zerbst, hija de Rodolfo de Anhalt-Zerbst (5 hijos) (25 de septiembre de 1607-26 de septiembre de 1634; matr. 26 de octubre de 1623) Isabel Sofía de Mecklemburgo, hija de Juan Alberto II de Mecklemburgo (3 hijos) (20 de agosto de 1613-12 de julio de 1676; matr. 1635)                             | —— 1635 | —— 17 de septiembre de 1666 |
|        | 17 de septiembre de 1666 | 26 de enero de 1704      | Rodolfo Augusto (16 de mayo de 1627-26 de enero de 1704) | Según informes de 1677, abrió un camino a través de Lechlumer Holz, el "Alten Weg" ("Old Way"),, que más tarde se convirtió en el "camino barroco" entre el Lustschloss (palacio de placer) de Antoinettenruh, a través del pequeño palacio barroco [más tarde Sternhaus] hasta el Großes Weghaus en Stöckheim; En 1671 conquistó la ciudad y fortaleza de Brunswick. | | Cristina Isabel von Barby, hija de Alberto Federico, conde de Barby-Muhlingen (6 de octubre de 1634-2 de mayo de 1681; mat. 10 de noviembre de 1650) Rosine Elisabeth Menthe (17 de mayo de 1663-20 de mayo de 1701; mat. morganático en 1681) | 17 de septiembre de 1666 (ascenso esposo) — | 2 de mayo de 1681 |
|        | 1685                     | 27 de marzo de 1714      | Antonio Ulrico (4 de octubre de 1633-27 de marzo de 1714) | Antonio Ulrico fue un político, amante del arte y poeta; fundador del museo que lleva su nombre en Brunswick; hizo construir el Palacio Salzdahlum. | | Isabel Juliana de Schleswig-Holstein-Sonderburg-Norburg, hija de Federico de Schleswig-Holstein-Sønderburg-Norburg (24 de mayo de 1634-4 de febrero de 1704 mat. 17 de mayo de 1656) | 17 de septiembre de 1666 (ascenso esposo) | 4 de febrero de 1704 |
|        | 27 de marzo de 1714      | 23 de marzo de 1731      | Augusto Guillermo ( 8 de marzo de 1662 - 23 de marzo de 1731) | | | Isabel Sofía de Schleswig-Holstein-Sonderburg, hija de Rodolfo Federico de Schleswig-Holstein-Sonderburg (12 de septiembre de 1683-3 de abril de 1767; mat. 12 de septiembre de 1710) | 27 de marzo de 1714 (ascenso esposo) | 23 de marzo de 1731 (muerte esposo) |
|        | 23 de marzo de 1731      | 1 de marzo de 1735       | Luis Rodolfo (22 de junio de 1671-1 de marzo de 1735) | | | Cristina Luisa de Oettingen-Oettingen, hija de Alberto Ernesto I de Oettingen-Oettingen (20 de marzo de 1671-3 de septiembre de 1747; mat. 12 de septiembre de 1710) | 23 de marzo de 1731 (ascenso esposo) | 1 de marzo de 1735 (muerte esposo) |
|        |                          |                          | La línea Wolfenbüttel se extingue; El título fue transferido a la rama colateral de Braunschweig-Bevern. | | | | | |
|        | 1 de marzo de 1735       | 2 de septiembre de 1735  | Fernando Alberto II (29 de mayo de 1680-2 de septiembre de 1735) | | | Antonieta Amalia de Brunswick-Wolfenbüttel, hija de Luis Rodolfo de Brunswick-Wolfenbüttel 22 de abril de 1696-6 de marzo de 1762; mat. 15 de octubre de 1712 | 1 de marzo de 1735 (ascenso esposo) | 2 de septiembre de 1735 (muerte esposo) |
|        | 2 de septiembre de 1735  | 26 de marzo de 1780      | Carlos I (1 de agosto de 1713-26 de marzo de 1780) | Fundación del Collegium Carolinum en Brunswick, la Fábrica de Porcelana Fürstenberg, la Brandkasse; En 1753 la residencia se trasladó a Brunswick. | | Filipina Carlota de Prusia, hija de Federico Guillermo I de Prusia (13 de marzo de 1716-17 de febrero de 1801; mat. 2 de julio de 1733) | 2 de septiembre de 1735 (ascenso esposo) | 26 de marzo de 1780 (muerte esposo) |
|        | 26 de marzo de 1780      | 10 de noviembre de 1806  | Carlos II Guillermo Fernan (9 de octubre de 1735-10 de noviembre de 1806) | Fue el líder del ejército prusiano; muere después de la batalla de Jena; dao que su hijo, el príncipe heredero, murió temprano, y que otros dos hijos no pudieron gobernar, el gobierno pasó a su hijo menor. | | Augusta de Gran Bretaña, hija de Federico Luis de Gales (31 de agosto de 1737-23 de marzo de 1813 mat. 16 de enero de 1764) | 26 de marzo de 1780 (ascenso esposo) | 16 de octubre de 1806 (muerte esposo) |
|        | 10 de noviembre de 1806  | 1807                     | Federico Guillermo (9 de octubre de 1771-16 de junio de 1815) | Duque de Oels/Silesia, el "Duque Negro" Schwarze Schar; Cuando estalló la guerra austro-francesa en Bohemia en 1809, reclutó un Freikorps (cuerpo de voluntarios), el " Black Brunswickers", y se abrió paso a través de Brunswick hasta el mar del Norte y luego a Gran Bretaña. | | María de Baden, hija de Carlos Luis de Baden (7 de septiembre de 1782-29 de abril de 1808; mat. 1 de noviembre de 1802) | 16 de octubre de 1806 (ascenso esposo) | 1807 Wolfenbüttel anexionado por Napoleón |
|        | 18 de agosto de 1807     | 19 de octubre de 1813    | Ocupado por los franceses (Reino de Westfalia, 1807-1813) | Ocupado por los franceses (Reino de Westfalia, 1807-1813) | Ocupado por los franceses (Reino de Westfalia, 1807-1813) | Ocupado por los franceses (Reino de Westfalia, 1807-1813) | Ocupado por los franceses (Reino de Westfalia, 1807-1813) | Ocupado por los franceses (Reino de Westfalia, 1807-1813) |
|        | 1814                     |                          | Reformado como Ducado de Brunswick | Reformado como Ducado de Brunswick | Reformado como Ducado de Brunswick | Reformado como Ducado de Brunswick | Reformado como Ducado de Brunswick | Reformado como Ducado de Brunswick |